# Nivard Sommer
Nivard Sommer, O.Cist., také Edward Wenzel Sommer (1713 nebo 1714 Česká Lípa – 24. března 1758 Mariánské Radčice) byl český římskokatolický duchovní, osecký cisterciák a hudební skladatel. Patří do skupiny nadaných hudebníků – mnichů v oseckém klášteře v průběhu 18. století, ze kterých je možno jmenovat Benedikta Venusiho (oseckého opata), Joachima Crona nebo Jakoba Trautzla.

## Život

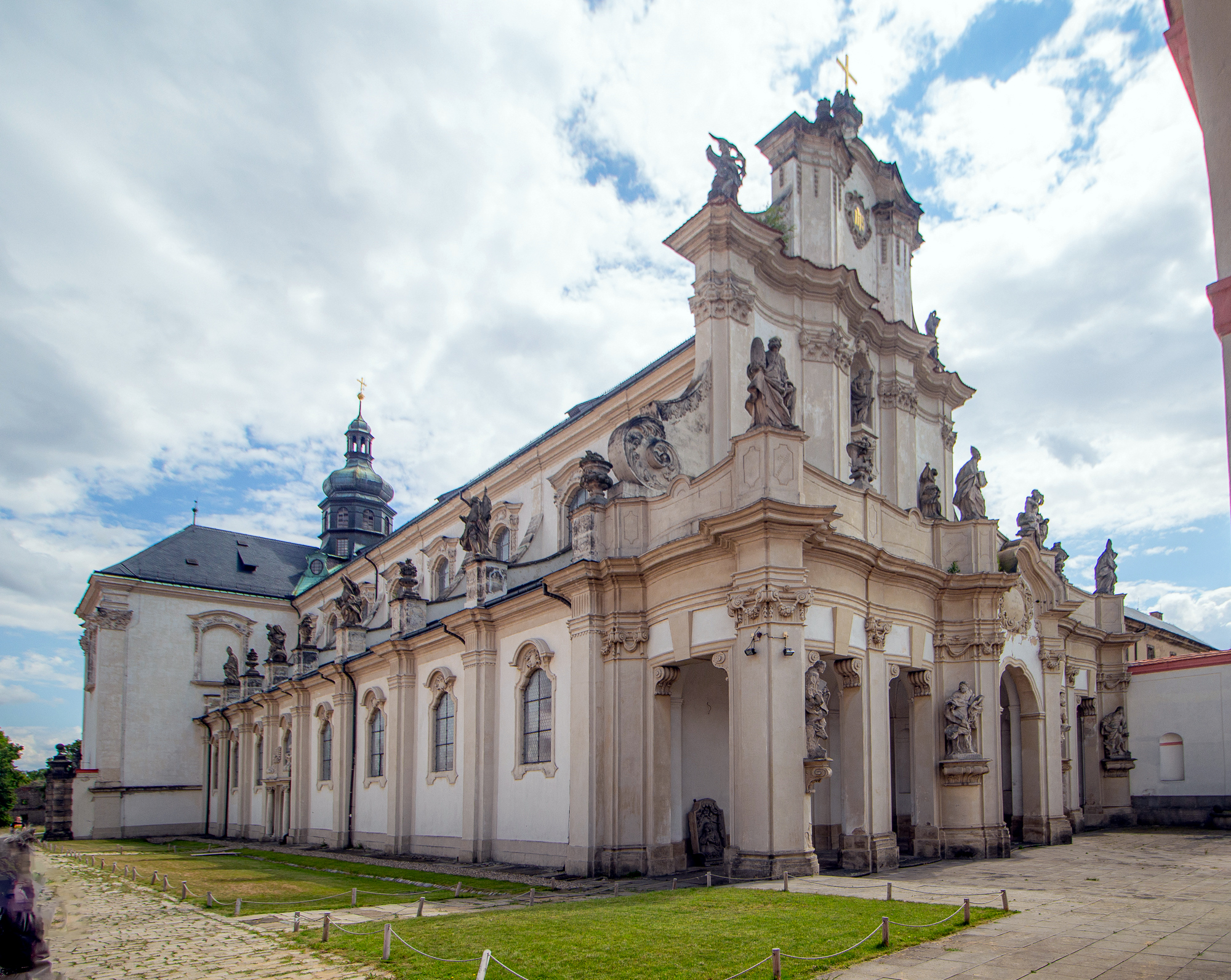
Kostel Nanebevzetí Panny Marie v oseckém klášteře

Rodák z České Lípy vstoupil ve svých devatenácti letech do oseckého kláštera a přijal zde řeholní jméno Nivard. V letech 1747-1754 byl ředitelem kůru (lat. regenschori) oseckého klášterního kostela Nanebevzetí Panny Marie. Vedle provozování hudby se hodně věnoval též správě a rozšiřování klášterního hudebního archivu. Jím založený inventář je členěn podle hudebních stylů a příležitostí, pro které je hudba určena. Obsahuje nejen autorské skladby hudebně nadaných oseckých mnichů, ale také opisy skladeb, které byly převzaty z jiných (nejen cisterciáckých) klášterů. Sommer vedl též záznamy o půjčování oseckých hudebnin jinam – například do klášterů na Zbraslavi nebo v Plasích. Ve vedení katalogu pak pokračoval Jakob Jan Trautzl.
Nivard Sommer zemřel dne 24. března 1758 v Mariánských Radčicích.

## Dílo
- Syllabus seu Catalogus peruttilis non Choralia, Verum figuralia, pia festivi Chori proferens artificia, quae pro felici officii habiti fine in Bacchanaliis suavioris Instar Musicae filiali ex reverentia Reverendissimo ac Amplissimo Domino, Domino Caetano. Sac: ac Exempti Ordinis Cisterciensis Celeberrimi Monasterii B. V. Mariae de Osseco Abati, Regni Bohemiae Praelato Dignissimo, Patri Suo Venerandissimo offert Filius obediens Fr. nomine Nivardus Sommer cognomine dictus.
- Catalogus Musicalium pro Choro Ossecensi
- Catalogus Missarum pro Stylo moderno producibilium